# Soterosanthus shepheardii
Soterosanthus shepheardii är en orkidéart som först beskrevs av Robert Allen Rolfe, och fick sitt nu gällande namn av Rudolph Jenny. Soterosanthus shepheardii ingår i släktet Soterosanthus och familjen orkidéer. Inga underarter finns listade i Catalogue of Life.

## Bildgalleri

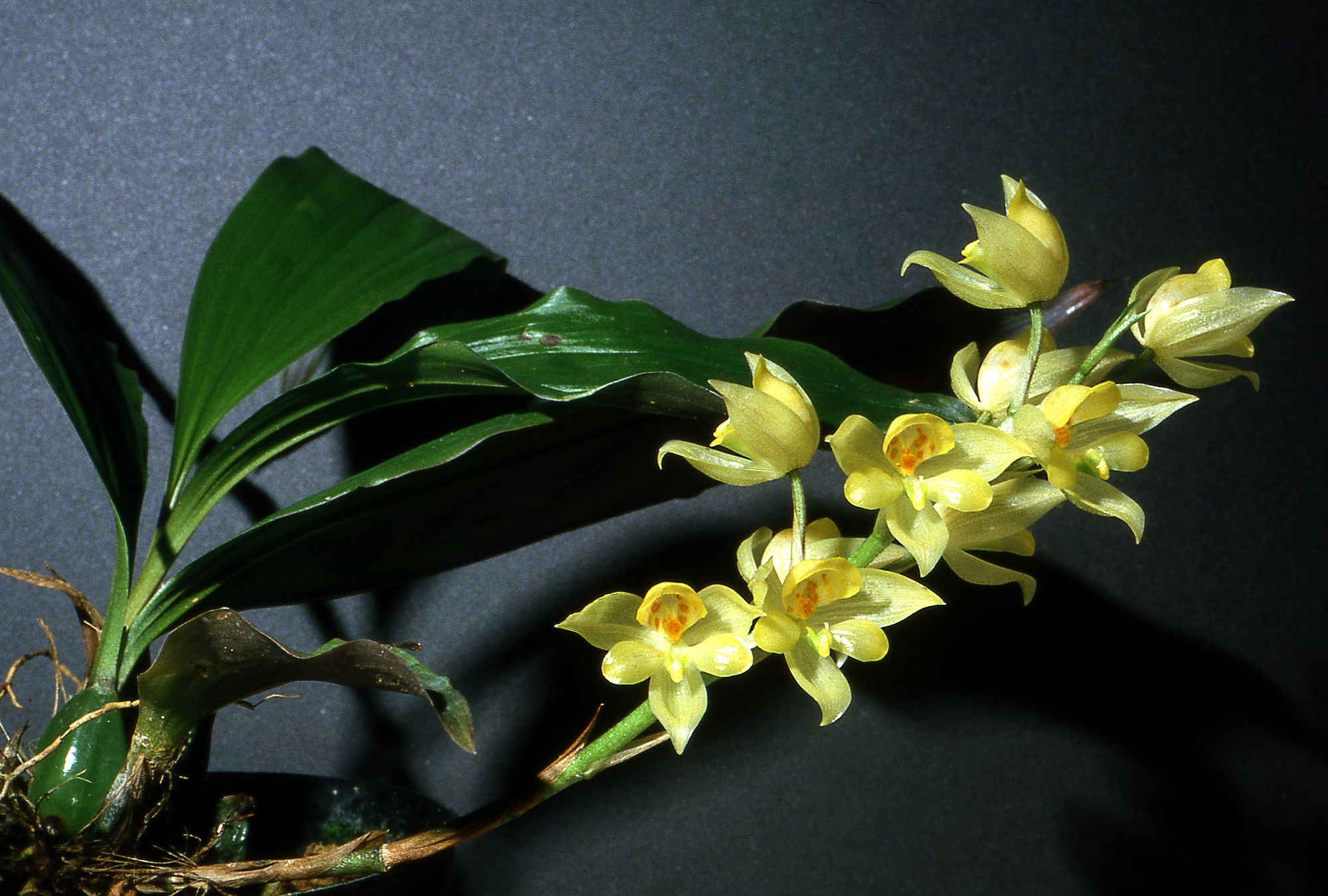
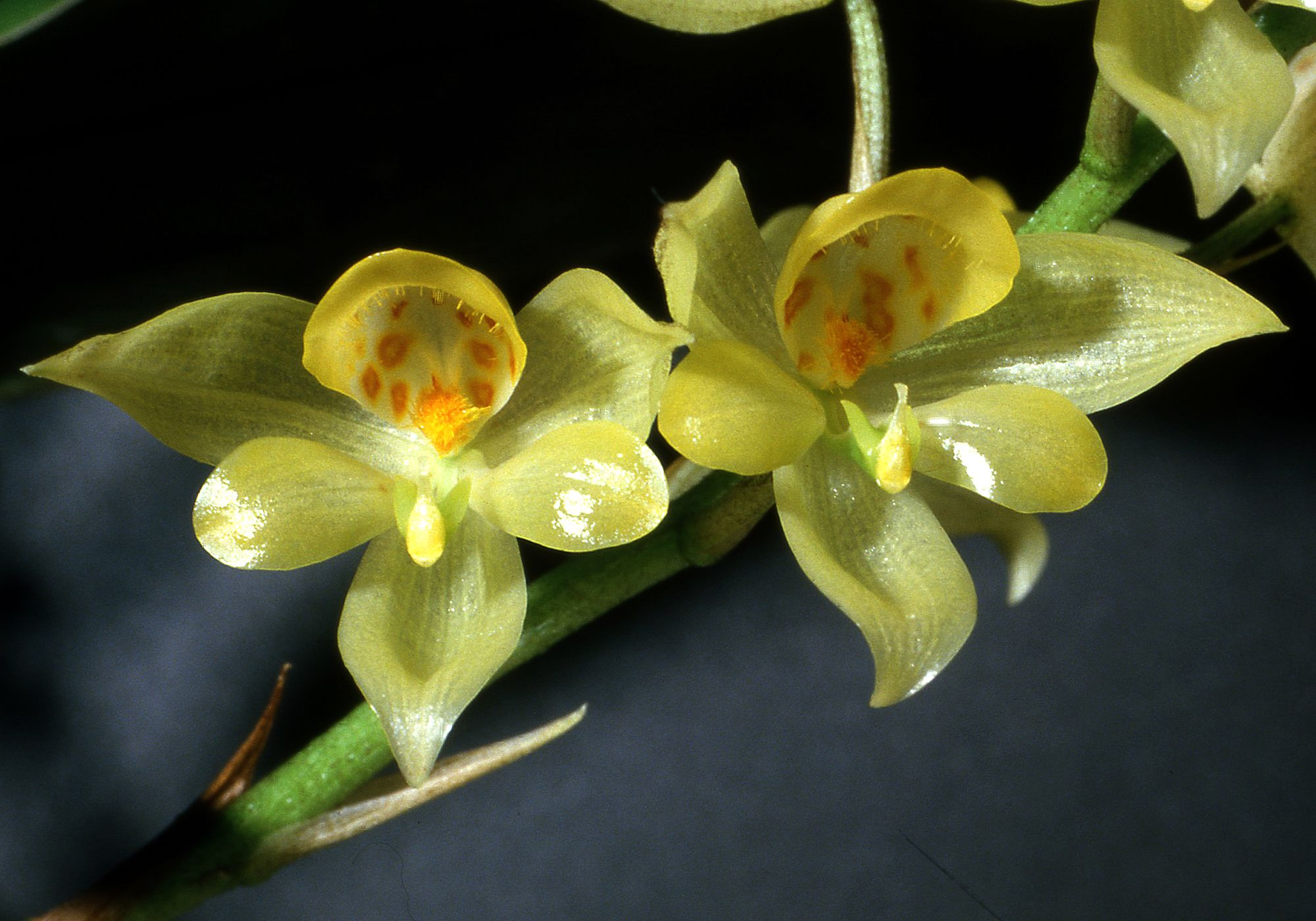
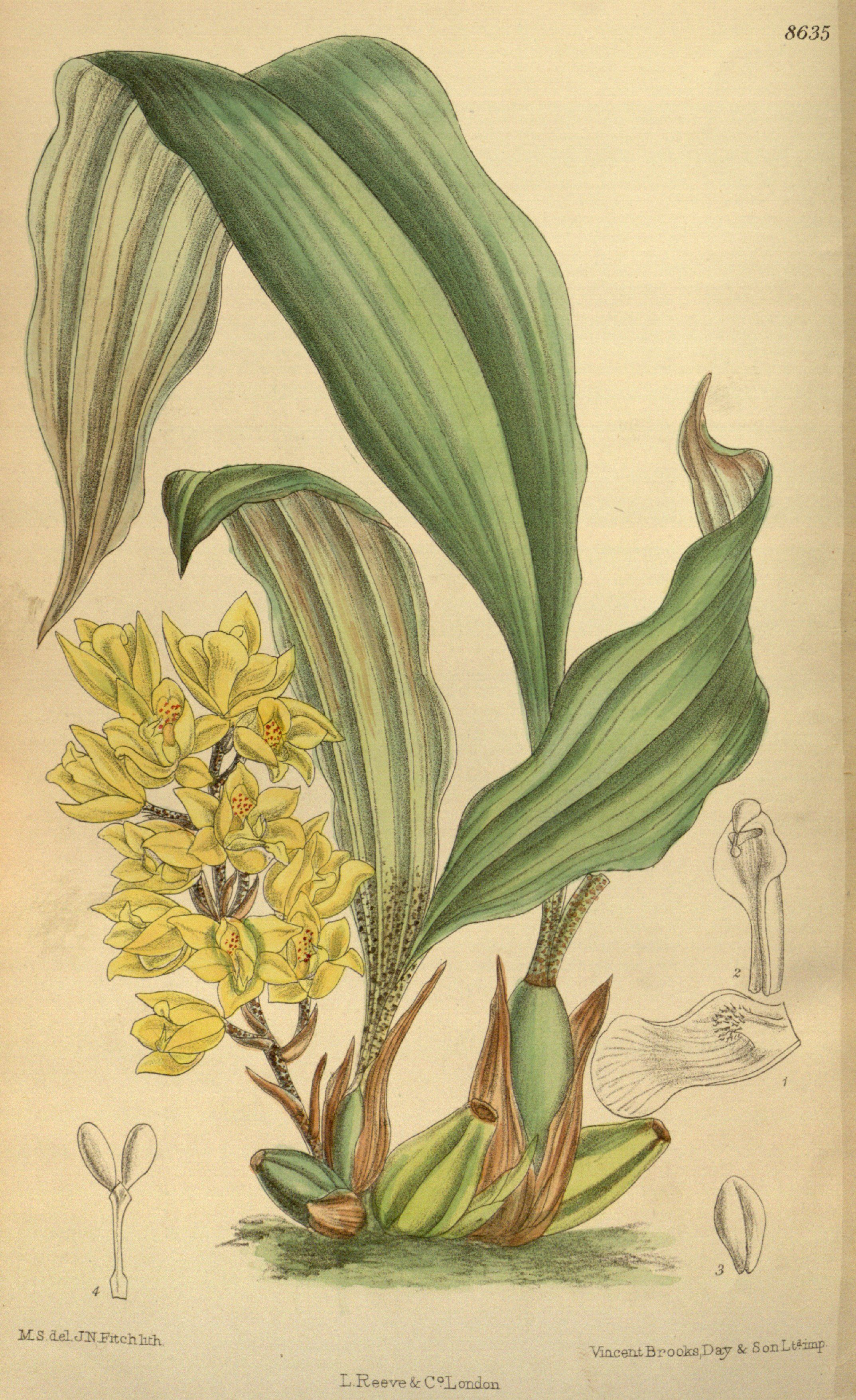